# وازیسوبانی (گورجاآنی)
وازیسوبانی (گرجی: ვაზისუბანი) یک روستا در شهرداری گورجاآنی واقع در استان کاختی گرجستان است. وازیسوبانی در ۱۴ کیلومتری شمال‌غربی گورجاآنی و در ارتفاع حدود ۵۰۰ متری از سطح دریا واقع شده است. جمعیت آن در سال ۲۰۱۴ میلادی، ۲۸۶۲ نفر بود.
وازیسوبانی دارای بناهای مذهبی و مورد علاقه بسیاری از جمله کلیسا و صومعه ساناگیری متعلق به سده دهم میلادی است.